# Machiluwün
El machiluwün es una ceremonia del pueblo mapuche, llevada a cabo como un ritual solemne de ordenación de un nuevo machi, persona que ejerce el rol de chamán en ese pueblo. La ceremonia consiste en cantos, oraciones, sacrificios y ofrendas, así como en la plantación de un nuevo rehue, altar en forma de poste escalonado.
La ceremonia es facilitada por una machi antigua y experimentada. Es la culminación de un proceso de iniciación, que incluye la superación de la enfermedad llamada machi kutran, un largo proceso de aprendizaje y un retiro iniciático previo al ritual de pasaje.
Luego de cuatro a seis años, la machi realiza una ceremonia denominada ngeykurewen, que tiene la función de renovar sus poderes y los vínculos con las otras machis.